# Wolfgang Tiefensee

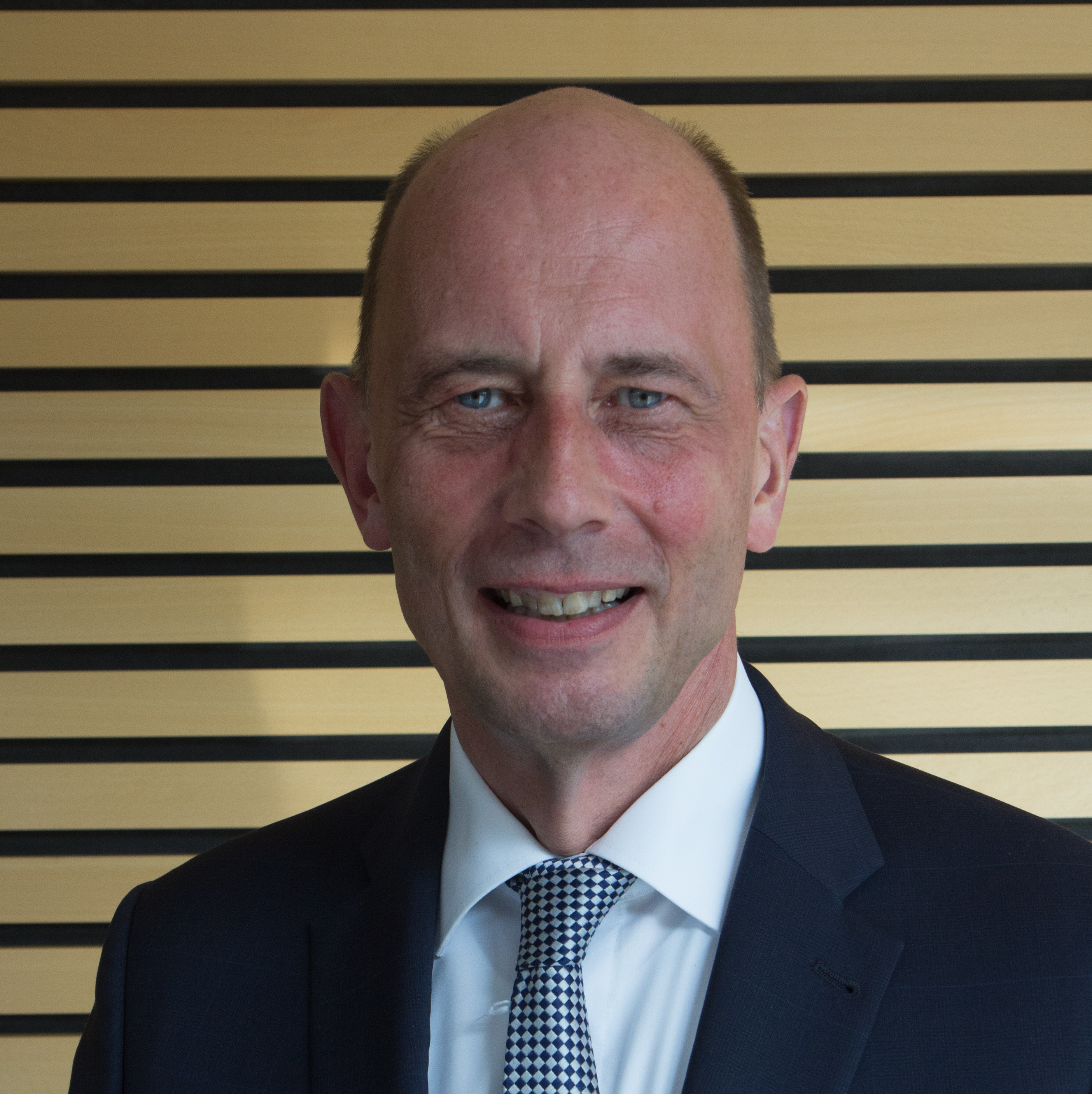
Wolfgang Tiefensee

Wolfgang Tiefensee (Gera, 4 januari 1955) is een politicus van de SPD, in Duitsland. Hij is van oorsprong elektrotechnicus.
Hij groeide op in een rooms-katholieke familie in de toenmalige DDR. Tijdens die Wende en wat daaraan in 1989 voorafging, begaf hij zich in de politiek. In 1998 werd hij tot burgemeester van Leipzig verkozen. Alhoewel herkozen in 2005 gaf hij dit ambt op, om op 22 november 2005 minister van Vervoer, Bouw en Stadsontwikkeling in het kabinet-Merkel I te worden. Zijn termijn liep op 27 oktober 2009 af.
Op 7 april 2007 maakte hij bekend dat hij nieuwe personenauto's van een klimaatlabel wilde gaan voorzien, waaraan kan worden afgelezen hoe milieuvervuilend ze zijn. Eerder kwam hij al in de publiciteit met het plan voor stille remblokken op goederentreinen.

## Privé
Zijn vader was de componist Siegfried Tiefensee.
- Gemeinsame Normdatei: 121034437
- International Standard Name Identifier: 0000 0000 3549 5091
- Library of Congress Control Number: n2006091205
- Système universitaire de documentation: 105991554
- Virtual International Authority File: 32842465
- WorldCat: E39PBJfmp7JVHwrVkDx9jqcVmd